# Malaysia International 2002
Die Malaysia International 2002 im Badminton fanden vom 12. bis zum 15. Dezember 2002 in Sungai Petani statt.

## Die Sieger und Platzierten
| Disziplin    | Gold                        | Silber                        | Bronze                            |
| ------------ | --------------------------- | ----------------------------- | --------------------------------- |
| Herreneinzel | Park Tae-sang               | Ramesh Nathan                 | Allan Tai                         |
| Herreneinzel | Park Tae-sang               | Ramesh Nathan                 | Kuan Beng Hong                    |
| Dameneinzel  | Lee Jong-boon               | Woon Sze Mei                  | Dewi Tira Arisandi                |
| Dameneinzel  | Lee Jong-boon               | Woon Sze Mei                  | Maria Kristin Yulianti            |
| Herrendoppel | Ha Tae-kwon Kim Dong-moon   | Jeremy Gan Gan Teik Chai      | Ng Kean Kok Tan Bin Shen          |
| Herrendoppel | Ha Tae-kwon Kim Dong-moon   | Jeremy Gan Gan Teik Chai      | Markis Kido Hendra Setiawan       |
| Damendoppel  | Chung Jae-hee Yim Kyung-jin | Jung Yeon-kyung Lee Kyung-won | Chin Eei Hui Wong Pei Tty         |
| Damendoppel  | Chung Jae-hee Yim Kyung-jin | Jung Yeon-kyung Lee Kyung-won | Hwang Eun-jin Lee Jong-boon       |
| Mixed        | Ha Tae-kwon Lee Kyung-won   | Robby Istanta Tetty Yunita    | Hwang Sun-ho Chung Jae-hee        |
| Mixed        | Ha Tae-kwon Lee Kyung-won   | Robby Istanta Tetty Yunita    | Hendra Setiawan Sukma Wijaya Devi |